# Capu Câmpului
Capu Câmpului es una comuna ubicada en el distrito de Suceava, Rumania.

## Superficie
Posee una superficie de 54,17 kilómetros cuadrados.

## Demografía
Hasta 2021 la población era de 2276 habitantes, con una densidad de población de 42,02 habitantes por kilómetro cuadrado.